# Boutros Ghali
Boutros Ghali (Beni Suef, 12 de maio de 1846 — Cairo, 21 de fevereiro de 1910) foi o primeiro-ministro do Egito de 1908 a 1910.